# Andrew Crosse

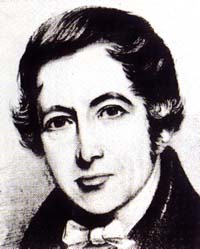
Andrew Crosse

Andrew Crosse (* 17. Juni 1784 in Broomfield, Somerset; † 6. Juli 1855 ebenda) war ein britischer Naturforscher, der sich besonders mit Experimenten zur Elektrizität beschäftigte. Crosse war ein früher Pionier auf dem Feld der praktischen Anwendungen der Elektrizität und wurde speziell nach Presseberichten über seine 1836 durchgeführten Versuche zur Elektrokristallisation bekannt, in deren Lauf scheinbar wie aus dem Nichts Insekten entstanden, die sich aber im Nachhinein als Käsemilben herausstellten, die vermutlich seine Instrumente verunreinigt hatten.

## Kindheit und Jugend
Crosse war der älteste Sohn von Richard Crosse und Susannah Porter. 1788 begleitete er seine Eltern nach Frankreich, wo er in Orléans eine Zeitlang zur Schule ging. Von seinem sechsten bis zu seinem achten Lebensjahr wurde er von einem Privatlehrer, Reverend White, in Dorchester unterrichtet, wo er Griechisch lernte. Am 1. Februar 1792 wurde er nach Bristol geschickt, um dort weiter zur Schule zu gehen. Etwa im Alter von zwölf Jahren überredete er einen seiner Lehrer, an naturwissenschaftlichen Vorträgen teilnehmen zu dürfen. Einer dieser Vorträge beschäftigte sich mit der Elektrizität, was zu Crosses lebenslangem Interesse an diesem Gebiet führte. Seine ersten Experimente während seiner Schulzeit bestanden im Bau einer Leidener Flasche. Nach seiner Schulzeit besuchte Crosse das Brasenose College in Oxford.

## Leben und Werk
Nachdem Crosse im Alter von 21 Jahren schließlich beide Eltern verloren hatte – sein Vater starb 1800, seine Mutter 1805 –, übernahm er die Besorgung der familiären Angelegenheiten. Nachdem er seine Arbeit für den Barrister aufgegeben hatte, widmete er seine Freizeit mehr und mehr dem Studium der Elektrizität in Fyne Court, seinem Herrenhaus, wo er ein eigenes Labor aufbaute. Er beschäftigte sich außerdem mit Mineralogie und interessierte sich für kristalline Ablagerungen in Höhlen. Etwa 1807 verband er seine Interessen und experimentierte mit Elektrokristallisation, insbesondere mit Kalziumkarbonat aus einer Höhle bei Holwell. Er knüpfte ab etwa 1817 wieder an diese Arbeiten an und produzierte insgesamt 24 elektrokristallisierte Minerale.
Eines von Crosses Experimenten bestand aus einer Apparatur, um die elektrischen Eigenschaften der Atmosphäre zu untersuchen („an extensive apparatus for examining the electricity of the atmosphere“). Es handelte sich um ein etwa zwei Kilometer langes Kabel (später verkürzt auf rund 550 Meter), das von Stützpfeilern und Bäumen getragen wurde, mit Hilfe dessen er die Polarität der Atmosphäre bei verschiedenen Wetterlagen bestimmen konnte. Seine Ergebnisse wurden von seinem Freund George Singer 1814 als Teil des Werks „Singers Elements of Electricity and Electro-Chemistry“ veröffentlicht.
Gemeinsam mit Humphry Davy, der später (1827) Fyne Court besuchte, war Crosse einer der ersten Forscher, die große Voltasäulen herstellten. Obwohl Crosse auch größere baute, beschreibt Henry Minchin Noads „Manual of Electricity“ eine seiner Batterien, die aus 50 Leidener Flaschen mit einer Oberfläche von insgesamt 6,8 m² zusammengesetzt war. Mit Hilfe seiner Kabel war Crosse in der Lage, sie bis zu 20 Mal pro Minute zu laden und entladen, begleitet von einem Knall, der beinahe so laut wie ein Kanonenschlag war („accompanied by reports almost as loud as those of a cannon“). Wegen solcher Experimente wurde er lokal als „the thunder and lightning man“ („der Donner- und Blitz-Mann“) bekannt. 1836 berichtete Richard Phillips über eine große Vielfalt an Voltasäulen in Crosses Labor, insgesamt 2500 Stück, von denen 1500 in Betrieb waren, als er anwesend war.
Obwohl nur wenig seiner Arbeit publiziert wurde und Crosse weitgehend aus privatem Interesse forschte, wurde er 1836 überredet, an einem Treffen der British Association for the Advancement of Science in Bristol teilzunehmen. Nachdem er im privaten Rahmen einem Freund in Bristol von seinen Entdeckungen erzählt hatte, wurde er außerdem eingeladen, sie sowohl der chemischen als auch der geologischen Sektion der Zusammenkunft vorzutragen, wo sie auf reges Interesse stießen. Dies schloss seine Forschungen zur Elektrokristallisation, zur Elektrizität der Atmosphäre und seine Verbesserungen der Voltasäule mit ein.
Crosse isolierte durch Elektrolyse erfolgreich Kupfer aus seinen Erzen, experimentierte mit der Elektrolyse von Meerwasser, Wein und Brandy, um sie zu reinigen, beobachtete die Effekte der Elektrizität auf die Vegetation und ging verschiedenen anderen Interessen nach. Außerdem beschäftigte er sich mit den praktischen Anwendungsmöglichkeiten der Elektrizität und des Magnetismus. Er leistete Pionierarbeiten für die Entwicklung des Lautsprechers und der Telegraphie, selbst beschäftigte er sich mit der Entwicklung dieser Technologien allerdings nicht.

### Kontroverse

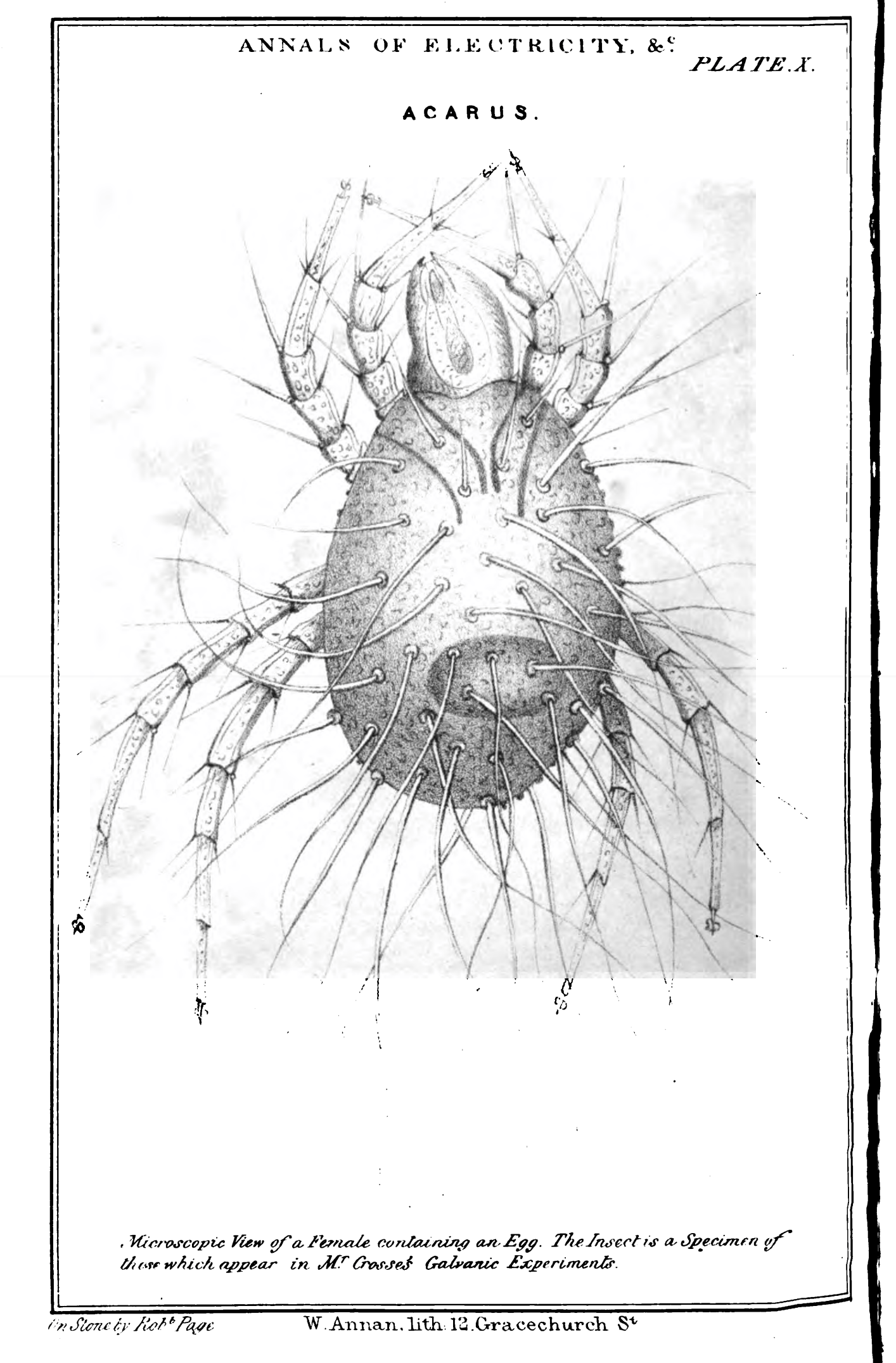
Acarus crossii.

Einige Monate nach dem Treffen der British Association for the Advancement of Science war Crosse mit einem weiteren Experiment zur Elektrokristallisation beschäftigt, als er am 26. Tag des Experiments etwas beobachtete, das er als „the perfect insect, standing erect on a few bristles which formed its tail“ („das perfekte Insekt, das aufrecht auf ein paar Borsten, die seinen Schwanz bildeten, steht“) beschrieb. Ziel des Experimentes war eigentlich die Herstellung künstlicher Quarzkristalle auf der Oberfläche eines unter elektrischer Spannung stehenden Steins, den Crosse laufend mit einer Säurelösung beträufelte. Mehr und mehr solcher Kreaturen erschienen, und zwei Tage später bewegten sie ihre Beine. Während der nächsten paar Wochen erschienen Hunderte dieser Tierchen, sie kletterten über den Tisch und versteckten sich, sobald sie eine Gelegenheit dazu fanden. Crosse identifizierte sie als Angehörige der Gattung Acarus.
Irritiert von diesen Ergebnissen erwähnte Crosse den Vorfall gegenüber einigen Freunden und teilte seine Ergebnisse auch der London Electrical Society mit. Eine lokale Zeitung erfuhr davon, publizierte einen Artikel über das „außerordentliche Experiment“ und nannte die Insekten „Acarus crossii“. Der Artikel wurde in der Folgezeit auf den britischen Inseln und in Kontinentaleuropa aufgegriffen. Einige der Leser schienen den Eindruck zu gewinnen, Crosse habe die Insekten irgendwie erschaffen oder dies zumindest behauptet. Er erhielt wütende Briefe, in denen er der Blasphemie und des Versuchs, Gottes Platz als Schöpfer einnehmen zu wollen, bezichtigt wurde; einige davon enthielten gar Todesdrohungen. Örtliche Bauern schoben Crosse die Schuld am Mehltau auf ihrem Weizen zu und gaben einen Exorzismus in Auftrag. Die Gegnerschaft Crosses war dermaßen fanatisch, dass er sich in die Einsamkeit seines Wohnsitzes Fyne Court zurückziehen musste.
Andere Wissenschaftler versuchten, das Experiment zu wiederholen. W. H. Weekes betrieb einigen Aufwand, um sicherzustellen, dass das Experiment unter abgeschlossenen Bedingungen ablief, indem er den Versuchsaufbau unter einem Glassturz platzierte. Nach seinen eigenen Angaben kamen auch bei seinem Experiment zwar nicht Hunderte, aber immerhin fünf der rätselhaften Insekten zum Vorschein, aber wegen der Kontroverse, die Crosse ausgelöst hatte, wurden Weekes Ergebnisse nie publiziert. Im Februar 1837 berichteten viele Zeitungen, dass Michael Faraday ebenso Crosses Experiment erfolgreich nachgestellt hätte. Dies war jedoch nicht wahr, Faraday hatte es nicht einmal versucht. Spätere Forscher, etwa Henry Noad, Alfred Smee, John George Children und Golding Bird, waren außerstande, Crosses Experiment erfolgreich zu wiederholen. Crosse selbst behauptete nie, er habe die Insekten erschaffen; er vermutete stattdessen, dass sich in seinen Proben versteckte Insekteneier befunden hätten. Spätere Kommentatoren kamen überein, dass die Insekten wahrscheinlich Käsemilben waren und Crosses Instrumente verunreinigt hatten. 
Es wurde fälschlich vermutet, dass diese Episode die Inspiration für die Geschichte von Frankenstein gewesen sei, obwohl dem nicht so sein konnte, da Crosses Experiment fast 20 Jahre nach dem Erscheinen des Romans stattfand. Die Idee, dass Crosses Experiment ein Vorbild für Mary Shelleys Frankenstein war, entstand wahrscheinlich durch das 1979 erschienene Buch The Man who was Frankenstein von Peter Haining. Mary Shelley kannte Crosse jedoch tatsächlich, nämlich über einen gemeinsamen Freund, den Dichter Robert Southey. Sie und Percy Shelley wohnten im Dezember 1814 einem Vortrag Crosses in London bei, in welchem er seine Experimente zur Elektrizität der Atmosphäre schilderte. Edward W. Cox schrieb im Herbst 1836 eine Reportage im Taunton Courier über den Besuch der beiden in Fyne Court, um Crosses Arbeit zu begutachten.

## Andere Interessen
Crosse schrieb auch eine Menge Lyrik und genoss Spaziergänge auf den Quantock Hills, wo auch Fyne Court liegt, „at all hours of day and night, in all seasons“ („zu allen Tages- und Nachtstunden, zu allen Jahreszeiten“). Er hatte ein leidenschaftliches Interesse für die Natur und die örtliche Geologie.
Politisch befürwortete Crosse den Zugang finanziell schlechter gestellter Menschen zu Bildung, argumentierte gegen Emigration und unterstützte die Kampagne örtlicher Bauern gegen fallende Lebensmittelpreise und hohe Steuern während der 1820er-Jahre. Er engagierte sich auch für Freunde, die ein politisches Amt anstrebten. Crosse verfolgte die Schlacht bei Waterloo, bestieg ein Schiff bei Exeter und konnte so den gefangengenommenen Napoleon Bonaparte an Deck der HMS Bellerophon bei Plymouth sehen.
Crosse fungierte auch als örtlicher Friedensrichter.

## Privates
Crosse heiratete 1809 Mary Anne Hamilton, gemeinsam hatten sie sieben Kinder, wovon allerdings drei schon sehr früh verstarben. Mary Hamilton selbst verstarb 1846, vier Tage nach dem Tod von Andrew Crosses Bruder, nachdem sie mehrere Jahre krank gewesen war. Am 22. Juli 1850, im Alter von 66 Jahren, heiratete Crosse ein zweites Mal, nämlich die 23-jährige Cornelia Augusta Hewett Berkeley; das Paar hatte drei gemeinsame Kinder. 
Andrew Crosse erlitt am Morgen des 26. Mai 1855 einen Schlaganfall, an dessen Folgen er schließlich am 6. Juli des Jahres im selben Zimmer, in dem er zur Welt gekommen war, verstarb.

## Gedenken und Nachlass
Crosses Labortisch steht im Seitenschiff der Kirche St. Mary and All Saints in Broomfield; im Kirchhof wurde ein Obelisk zu seinem Gedenken errichtet.
Der Großteil von Crosses Herrenhaus Fyne Court brannte 1898 nieder, der Garten und das rund 260.000 m² große dazugehörige Grundstück sind heute im Besitz des National Trust und für Besucher geöffnet. Etliche Dokumente mit Bezug auf Crosse und seine Arbeiten werden im Somerset Record Office aufbewahrt. Im Dezember 2008 erstand der Somerset County Council für 400 Pfund zwei Briefe, um sie der Sammlung hinzuzufügen.